# Calbo

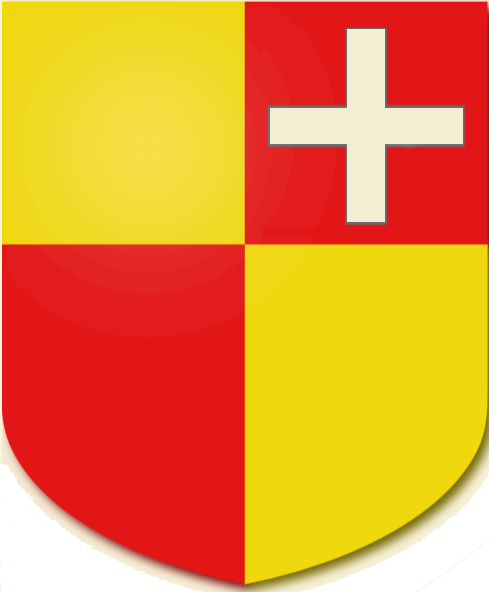
Stemma Calbo

I Calbo, di cui un ramo successivamente divenne Calbo Crotta, furono una famiglia patrizia veneziana, annoverata fra le cosiddette Case Nuove.

## Storia
Secondo la tradizione, i Calbo sarebbero originari dell'antica Roma, da dove si trasferirono a Padova all'interno di una colonia romana. Successivamente, per sfuggire alle incursioni di Attila, si spostarono verso la laguna veneta. Qui i Calbo furono ascritti al ceto patrizio. Nei primi secoli della sua storia, diedero alla città di Venezia alcuni tribuni.
Inclusi nel Maggior Consiglio alla serrata del 1297, i Calbo ricoprirono importanti cariche militari e civili. La famiglia assunse il secondo cognome Crotta nella figura di Francesco di Giovanni di Marco (1760-1827) per disposizione testamentaria di uno zio materno, ultimo rappresentante della famiglia Crotta.
Vari membri di questo casato ricoprirono cariche civili e religiose di discreto rilievo. Dopo la caduta della Serenissima, il governo imperiale austriaco riconobbe al ramo principale la patente di nobiltà con Sovrana Risoluzione dell'11 novembre 1817, mentre i Calbo Crotta furono successivamente investiti della dignità di conti dell'Impero austriaco (S. R. dell'11 settembre 1818).
I Calbo Crotta si estinsero ai primi del Novecento con la morte di Federico di Francesco.

## Membri illustri
- Francesco Calbo Crotta (1760-1827), nobile e politico;
- Carlo Antonio Guarnieri Calbo Crotta (n. 1949), politologo e docente universitario.

## Luoghi e architetture
- Palazzo Calbo Crotta, a Cannaregio;
- Villa Calbo Crotta, a San Giacomo di Veglia di Vittorio Veneto.

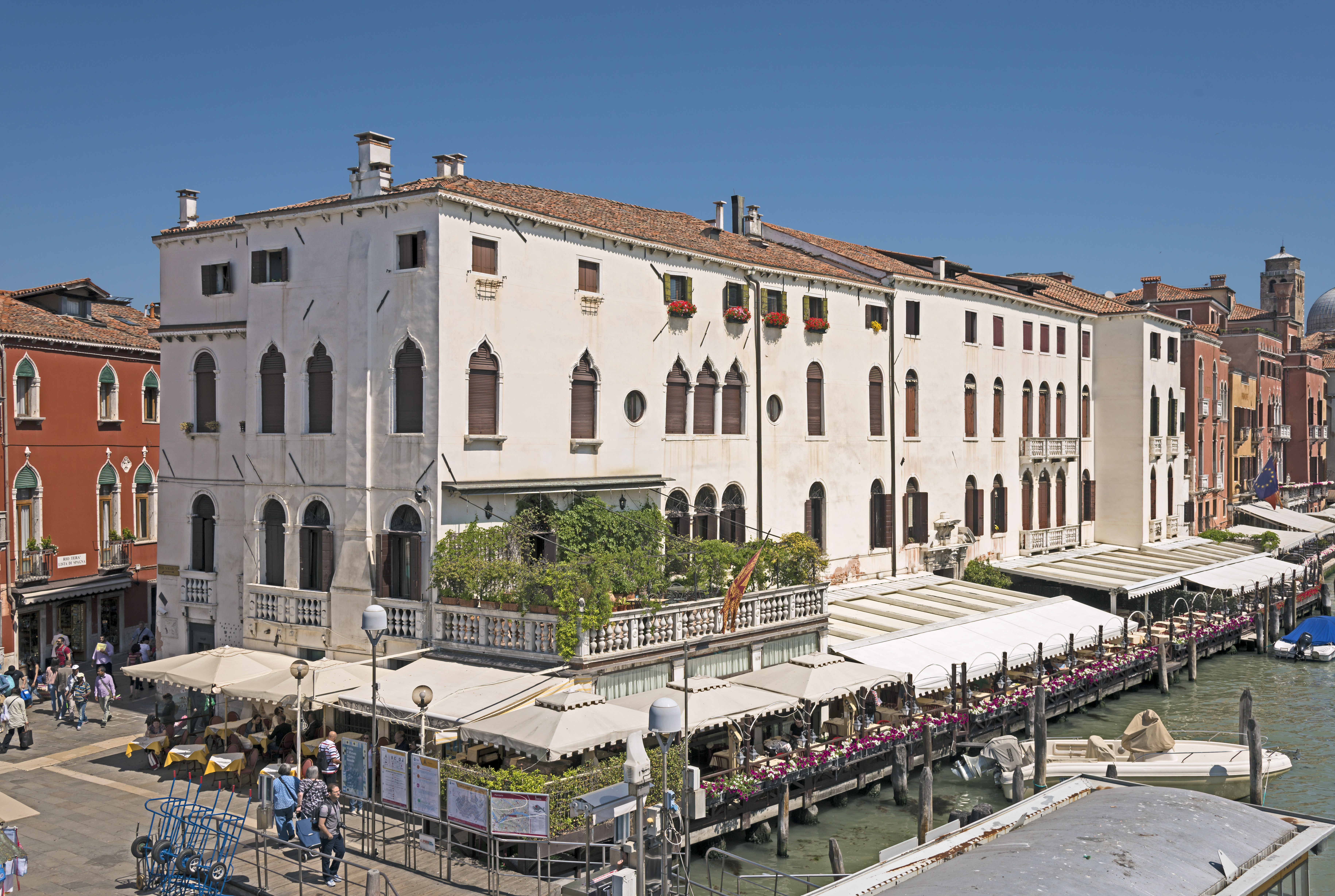
Palazzo Calbo Crotta, a Cannaregio